# 野田只夫
野田 只夫（のだ ただお　1920年10月13日 – 2009年5月13日）は、日本の歴史家。

## 経歴
京都府生まれ。1941年に京都府師範学校本科を、1942年に同校専攻科を卒業。その後終戦まで兵役につき、1947年に立命館大学文学部史学科に入学し、1950年に卒業。卒業論文は「酒屋土倉の一考察」。同年、京都学芸大学助手に任じられ、1960年に同大学助教授に昇任。1966年に京都教育大学助教授となり、1975年に同大学教授に昇任。1984年に定年退官し、京都教育大学名誉教授。逝去にあたり、従四位に叙せられ、勲四等瑞宝小綬章を受章する。
専門は日本中世史で、社会経済史、文化史、部落史の研究につとめ、『丹波国山国荘史料』と『丹波国黒田村史料』の編さんを行ったことでも知られる。